# Altichiero da Zevio

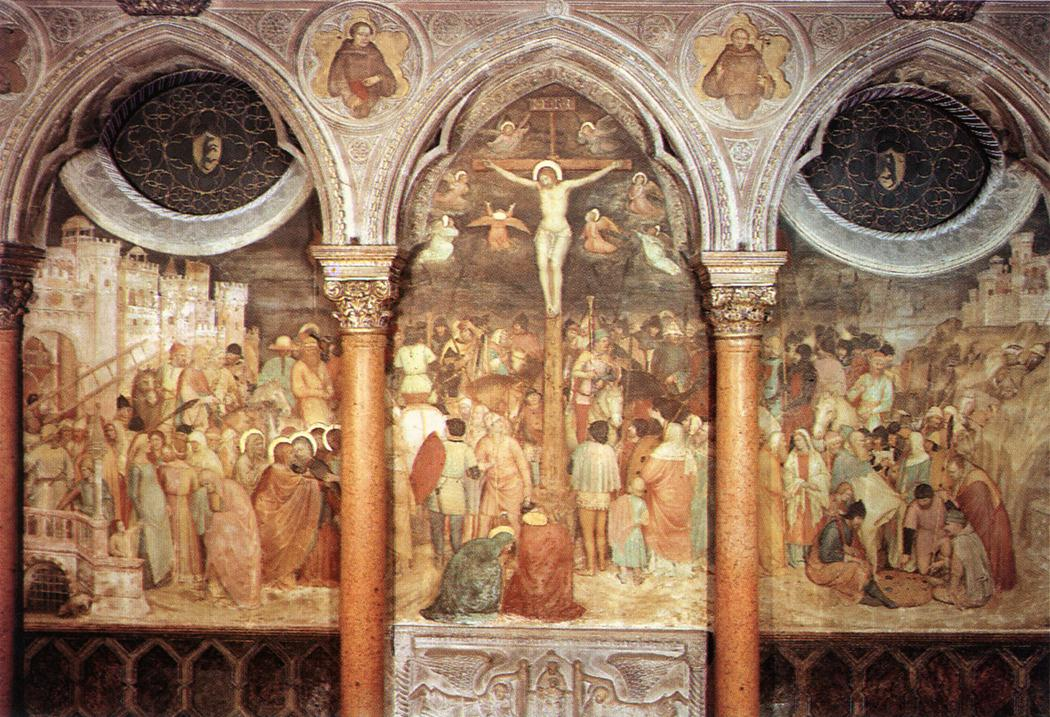
Kreuzigungsgruppe in der Basilika des Heiligen Antonius (Padua)

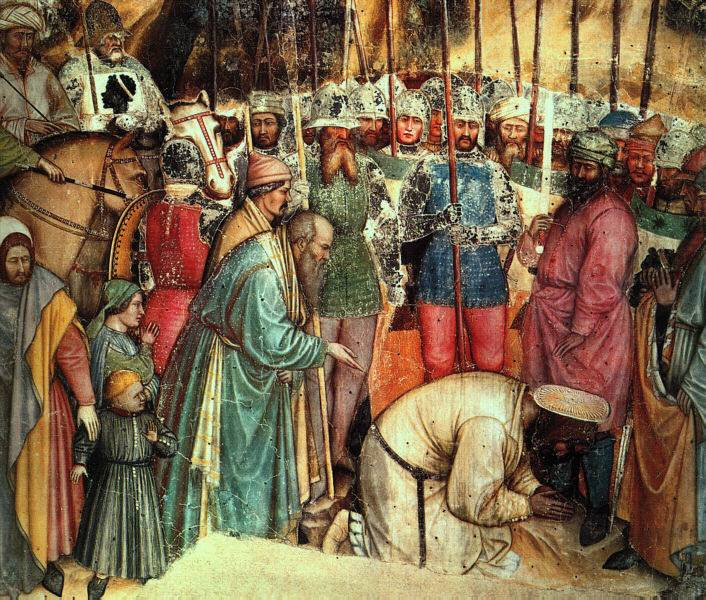
Enthauptung St. Georgs im Oratorio di San Giorgio in Padua

Altichiero da Zevio (auch Aldighiero) (* ca. 1330 in Zevio; † ca. 1390 in Verona) war ein veronesischer Maler des Trecento. Unter dem Einfluss Giotto di Bondones war er in Verona und Padua tätig, wo er zum Teil zusammen mit dem Bologneser Maler Jacopo di Pietro Avanzi im Auftrag der Scaliger und der Lupi arbeitete.
Altichiero wird als Gründer der Veroneser Schule angesehen.
In Padua ließ Bonifazio de Lupi, Graf von Soragna, die von ihm 1372 gegründete Jakobskapelle (nach Aufnahme der Reliquien des Papstes Felix 1503 Felixkapelle genannt) in der Basilika des Heiligen Antonius (Padua) von Altichiero und Avanzi mit Fresken verzieren. Außer einem großen Fresko der Kreuzigung, dem ersten alleinigen Hauptwerk Altichieros, sieht man hier Szenen aus der Legende des heiligen Jakobus des Älteren.
Der Stil der Kreuzigung ist ein großartiger, ernster, der in Hinsicht des Ausdrucks, der Bewegung und Gruppenbildung sowie des dramatischen Elements vielfach an den Giottos erinnert. Das Streben nach Natürlichkeit gibt den Kompositionen eine erfreuliche Frische. Die Zeichnung ist einfach, groß und bestimmt, das Kolorit bereits vielfacher Modellierung fähig. Noch bedeutender zeigen sich diese Eigenschaften des Künstlers in seinen Fresken in dem 1377 nach dem Tod des Grafen Raimondino de Lupi erbauten Oratorio di San Giorgio zu Padua, wo außer Szenen aus der Passionsgeschichte die wichtigsten Elemente der St.-Georgs-Legende dargestellt sind.